# Тервасало
Те́рваса́ло (фин. Tervasalo) — бывший финский, а позднее — советский и российский остановочный пункт и пункт примыкания) на 7,6 км перегона Маткаселькя  — Вяртсиля. Расположен в Кааламском сельском поселении Сортавальского района Карелии, на берегу реки Юляйоки.

Участок Сортавала — Вяртсиля — Йоэнсуу, был открыт 1 ноября 1894 года. Изначально, на месте будущего остановочного пункта, в начале 20-го века был организован пункт примыкания: от основного пути на северо-запад отходила лесопогрузочная железнодорожная ветка протяженностью около трёхсот метров. Однако платформа Tervasalo, как остановочный пункт, возникла позже, 15 мая 1936 года. Она обслуживала близлежащие хутора, один из которых находился на острове, образованным рекой Юляйоки (фин. Yläjoki)62°01′51″ с. ш. 30°33′44″ в. д..
До 1994 года по участку Маткаселькя — Вяртсиля курсировали грузо-пассажирские поезда Сортавала — Маткаселькя — Вяртсиля.
По состоянию на 2019 год насыпь от подъездного пути можно увидеть невооружённым глазом.

## Название
Остановочный пункт получил наименование Tervasalo по находившемуся в четырёх километрах одноимённому финскому посёлку, в настоящее время покинутому.

В переводе с финского языка Tervasalo означает Дегтярный лес.

## Галерея
- Платформа Тервасало
- Вид в сторону ст. Вяртсиля.
- Урочище Тервасало.
- Урочище Тервасало.
- Насыпь бывшего подъездного  пути.